# Sibirarctia kindermanni
Sibirarctia kindermanni is een vlinder uit de familie van de spinneruilen (Erebidae), onderfamilie beervlinders (Arctiinae). De wetenschappelijke naam van de 
soort is voor het eerst geldig gepubliceerd in 1867 door Staudinger.
Deze nachtvlinder komt voor in Europa.